# Agrypon brachypterum
Agrypon brachypterum là một loài tò vò trong họ Ichneumonidae.